# Dirofilaria repens
Dirofilaria repens és una espècie de nematode de la família Onchocercidae que provoca la malaltia parasitària anomenada dirofilariosi. Afecta els gossos i altres carnívors com ara gats, llops, coiots, guineus i lleons marins, així com rates mesqueres. Es transmet per picades de mosquits. Tot i que els humans es poden infectar com a hostes aberrants, els cucs no arriben a l'edat adulta mentre infecten un cos humà.

## Epidemiologia
Es troba més sovint a la regió mediterrània, l'Àfrica subsahariana i l'Europa de l'Est. Itàlia suporta la càrrega més elevada de casos de dirofilariosi europea en humans: (66%), seguida de França (22%), Grècia (8%) i Espanya (4%). A Europa, el paràsit s'ha estès fins al nord d'Estònia.

## Cicle de vida
El cicle de vida de D. repens consta de cinc estadis larvaris en un hoste vertebral i un hoste i vector artròpode (mosquit). En la primera etapa, els cucs femelles adultes aparellats produeixen diàriament milers de microfilàries (larves) a la circulació, que són ingerides per mosquits en un àpat de sang. Les larves es converteixen en larves infeccioses dins del mosquit durant els propers 10-16 dies, segons les condicions ambientals, abans de ser reintroduïdes de nou en un nou hoste. Les microfilàries experimenten canvis de desenvolupament secundari en l'insecte. Per a les dues últimes etapes del desenvolupament, les larves de la tercera fase són inoculades a un hoste vertebral durant un acte d'alimentació. Els adults de D. repens resideixen en els teixits subcutanis de gossos i gats, on maduren entre 6 i 7 mesos. Els cucs adults tenen un diàmetre d'1-2 mm (les femelles de 25-30 cm de longitud, els mascles són més curts).
Els humans som hostes accidentals perquè els cucs adults no poden arribar a la maduresa al cor ni a la pell. Es creu que la majoria de les larves infeccioses introduïdes en humans; per tant, els individus infectats no solen ser microfilarèmica. La malaltia humana és amicrofilarèmica.

## Infeccions en humans
Les infeccions en humans es manifesten normalment com un únic nòdul subcutani, causat per una microfilària que queda atrapada pel sistema immunitari. La migració subcutània del cuc pot donar lloc a inflor local amb canvi de localització. A més, s'han notificat casos rars de manifestació d'òrgans que afecten el pulmó, els genitals masculins, el pit femení o l'ull. Aquest últim es troba particularment durant la fase migratòria del paràsit. D. repens es produeix més freqüentment en adults (entre 40 i 49 anys). L'única excepció és a Sri Lanka, on els nens menors de nou anys tenen més probabilitats d'estar infectats. L'individu més jove que va informar tenia l'edat de quatre mesos.

## Diagnòstic
El diagnòstic final s'estableix mitjançant un examen microscòpic del cuc extirpat. Fer un diagnòstic d'espècies definit per motius morfològics és difícil, perquè s'han descrit un gran nombre d'espècies zoonòtiques Dirofilàries que comparteixen trets morfològics amb D. repens.

## Tractament
La medicació antifilarial per a persones infectades generalment no és compatible amb la literatura mèdica. Un grup d'autors ha recomanat una única dosi d'ivermectina seguida de tres dosis de dietilcarbamazina si es reconeix la síndrome abans de la cirurgia. Tot i això, la majoria dels casos es diagnostiquen retrospectivament quan es veuen seccions histopatològiques de biòpsia o material d'excisió. En termes d'atenció quirúrgica, l'excisió de lesions i zones afectades és el tractament d'elecció per a pacients amb dirofilariosi humana. Alguns autors han recomanat un període d'observació de lesions de monedes al tòrax durant diversos mesos si se sospita dirofilariosi i no hi ha altres característiques de la història o un examen que suggereixin malignitat o una altra infecció. Així mateix, no es recomana una dieta específica per a pacients amb dirofilariosi.